# Anyllis leiala
Anyllis leiala är en insektsart som beskrevs av George Willis Kirkaldy 1906. Anyllis leiala ingår i släktet Anyllis och familjen spottstritar. Inga underarter finns listade i Catalogue of Life.